# Сальников, Сергей Викторович
Сергей Викторович Сальников (7 сентября 1962 — 10 июня 2024) — российский государственный и политический деятель, депутат Верховного Совета РСФСР (1990—1993), заместитель губернатора, министр сельского хозяйства Рязанской области (1997—2007), заместитель председателя областного правительства (2004—2007)
Был депутатом Рязанской областной Думы четвёртого и пятого созыва от партии «Единая Россия», членом президиума регионального политического совета, заместителем секретаря регионального политического совета, членом партии «Единая Россия».

## Биография
Сергей Сальников родился 7 сентября 1962 года в деревне Егорово Клепиковского района Рязанской области, РСФСР (СССР).
Окончил Рязанский сельскохозяйственный институт. После окончания института работал в совхозе «Пронский» инженером-механиком, главным инженером. С 1987 по 1997 год был директором совхоза «Ункосово» Чучковского района.
В 1990 году был избран народным депутатом Верховного Совета РСФСР, исполнял депутатские полномочия до 1993 года.
С 1997 по 2007 год был заместителем губернатора Рязанской области, начальником областного управления сельского хозяйства и продовольствия, министром сельского хозяйства Рязанской области (1997—2007), заместителем председателя областного правительства (2004—2007)
В 2000 году защитил диссертацию на соискание учёной степени кандидата сельскохозяйственных наук по теме «Ротационная косилка для технологий залуженного содержания междурядий в многолетних насаждениях».
С 2007 по 2010 год был депутатом Рязанской областной Думы по одномандатному округу № 1 от партии «Единая Россия», в 2010 году был избран депутатом Рязанской областной Думы по одномандатному округу № 10 от партии «Единая Россия». В областной думе работал в комитете по аграрной политике и социальному развитию сельских территорий.
В 2009 году Сальников стал генеральным директором одного из крупнейших сельскохозяйственных предприятий области «Ока Агро».
В 2012 году Сальников, будучи заместителем секретаря регионального отделения партии «Единая Россия», выдвигался на праймериз «Единой России» кандидатом в губернаторы, праймериз проиграл. После завершения голосования заявил о том, что процедура была полностью сфальсифицирована. Позже Сальников был исключён из «Единой России», а также был исключён из состава фракции партии в Рязанской областной Думе.
В 2013 году Сальников возглавил Рязанское региональное отделение Всероссийской политической партии «Родина», оставаясь депутатом областной думы. В 2013 году «Новая газета. Рязань» рассказала о депутатах, жёны которых в 2012 году зарабатывали больше своих мужей депутатов. При доходе Сальников в 2 миллиона 418 тысяч, его жена заработала 16,5 миллионов рублей.
Сальников имел значительное влияние в рязанской номенклатуре благодаря тесным связям и совместному бизнесу с министром сельского хозяйства Алексеем Гордеевым. Однако при губернаторе Олеге Ковалёве он вступил в конфликт с региональными властями, выставив свою кандидатуру на пост губернатора на праймериз «Единой России» и обвинив однопартийцев в фальсификации результатов голосования. После этого Гордеев лишил Сальникова доли в их общем агробизнесе.
В 2014 году Сальников сложил полномочия депутата областной думы.
С 2015 по 2019 год Сальников работал в департаменте Росприроднадзора по Центральному федеральному округу. В 2022—2023 годы работал в главном управлении ветеринарии Рязанской области в должности заместителя начальника.
Скончался 10 июня 2024 года на 62 году жизни.

## Награды и звания
- Медаль ордена «За заслуги перед Отечеством II степени»[3]
- Золотая медаль министерства сельского хозяйства РФ «За вклад в развитие агропромышленного комплекса России»[3]
- Звание «Почетный житель Чучковского района»[8]
- Звание «Почетный работник агропромышленного комплекса Рязанской области»[17]